# Contea di Fürstenberg-Möhringen
La contea di Fürstenberg-Möhringen fu uno stato del Fürstenberg. Si originò dalla partizione del Fürstenberg-Blumberg, e venne ereditata dai conti di Fürstenberg-Stühlingen nel 1641.

## Conti di Fürstenberg-Möhringen
- Wratislavo I (1599 - 1631)
- Francesco II (1631 - 1640)
- Francesco Wratislavo (1640 - 1641)